# Ronny Weller
Ronny Weller (ur. 22 lipca 1969 w Oelsnitz) – niemiecki sztangista, wielokrotny medalista olimpijski.
Urodził się w NRD i do zjednoczenia Niemiec występował w barwach tego kraju. Startował w kategorii ciężkiej (do 110 kilogramów) i superciężkiej. Łącznie zdobył cztery medale, w tym złoto w 1992 w Barcelonie. W 1993 był mistrzem świata, ponadto trzykrotnie stawał na podium tej imprezy. Wielokrotnie bił rekordy globu. Karierę zakończył po IO 2004.

## Starty olimpijskie
Seul 1988
- kategoria do 110 kilogramów - brąz

Barcelona 1992
- kategoria do 110 kilogramów - złoto

Atlanta 1996
- powyżej 108 kilogramów - srebro

Sydney 2000
- powyżej 105 kilogramów - srebro

Ateny 2004